# Dicladocera argentomacula
Dicladocera argentomacula är en tvåvingeart som beskrevs av Wilkerson 1979. Dicladocera argentomacula ingår i släktet Dicladocera och familjen bromsar.
Artens utbredningsområde är Colombia. Inga underarter finns listade i Catalogue of Life.